# Махра
Махра (рос. Махра) — село у Александровському районі Владимирської області Російської Федерації.
Входить до складу муніципального утворення Каринське сільське поселення. Населення становить 223 особи (2010).

## Географія
Село розташоване на півдні Александровського району.

## Історія
Село розташоване на землях фіно-угорського народу мещери.
Від 10 квітня 1929 року належить до Александровського району. Спочатку у складі Івановської промислової області, а від 1944 року — Владимирської області.
Згідно із законом від 16 травня 2005 року входить до складу муніципального утворення Каринське сільське поселення. 

## Населення
| 1859 | 1905 | 1926 | 2002 | 2010 |
| ---- | ---- | ---- | ---- | ---- |
| 186  | ↗399 | ↗402 | ↘196 | ↗223 |